# Vallès Oriental

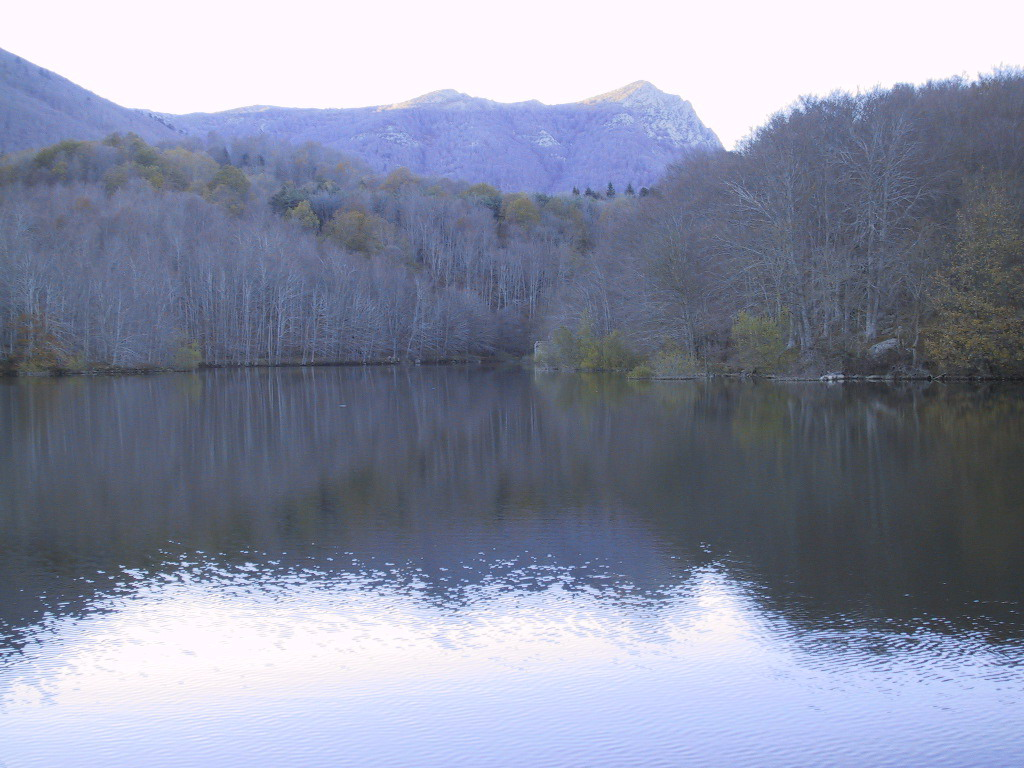
Utsikt från Santa Fe i grevskapet Vallès Oriental.

Vallès Oriental är en comarca (grevskap) i provinsen Barcelona, Katalonien, Spanien. Dess huvudort är Granollers. Vallès Oriental bildar tillsammans med Vallès Occidental stor-comarcan Vallès.